# Martín Sáenz
Martín Sáenz, född 17 januari 2001, är en friidrottare från Chile. Han deltog vid olympiska sommarspelen 2024.